# Lorenzo di Bicci

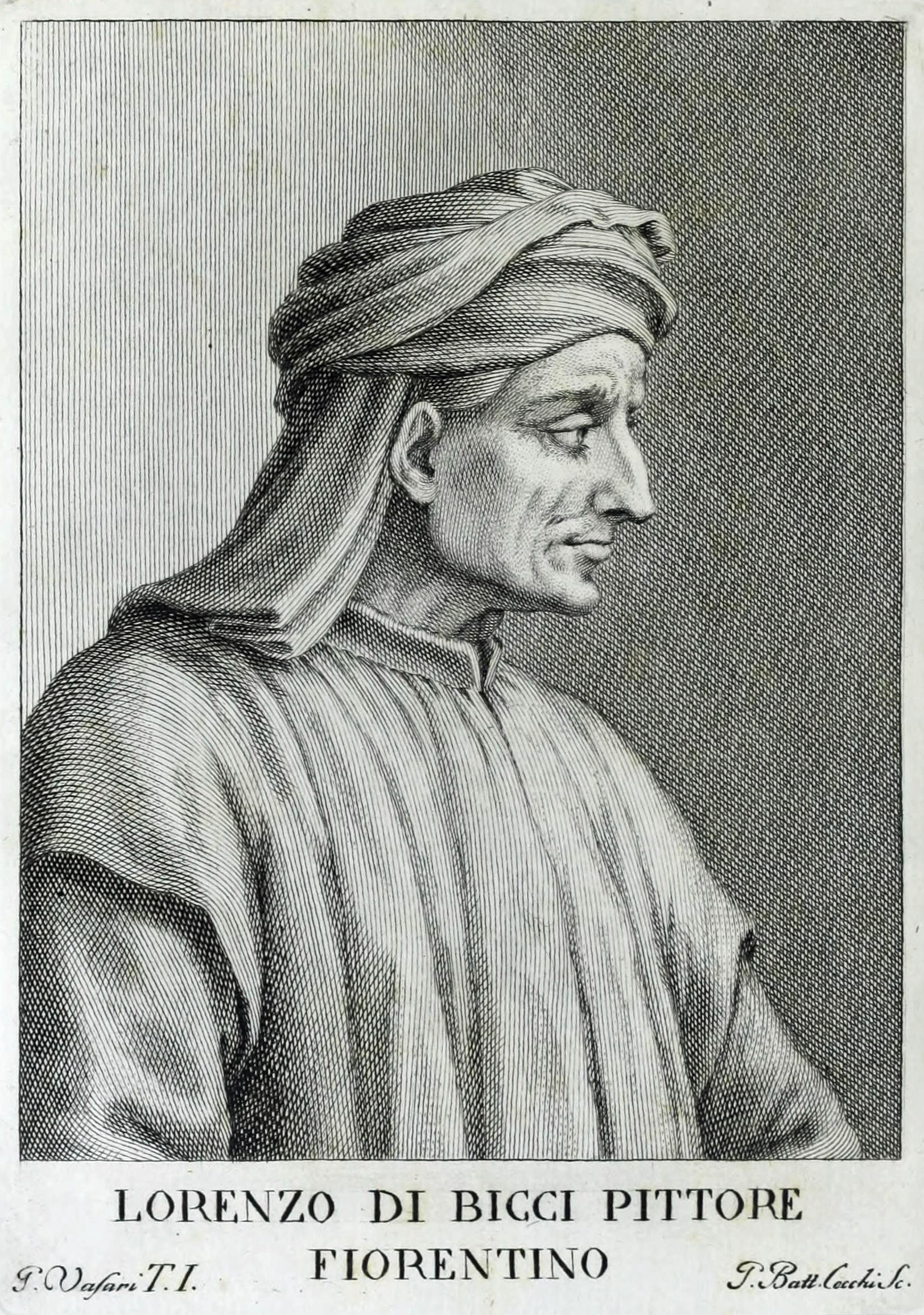
Lorenzo di Bicci

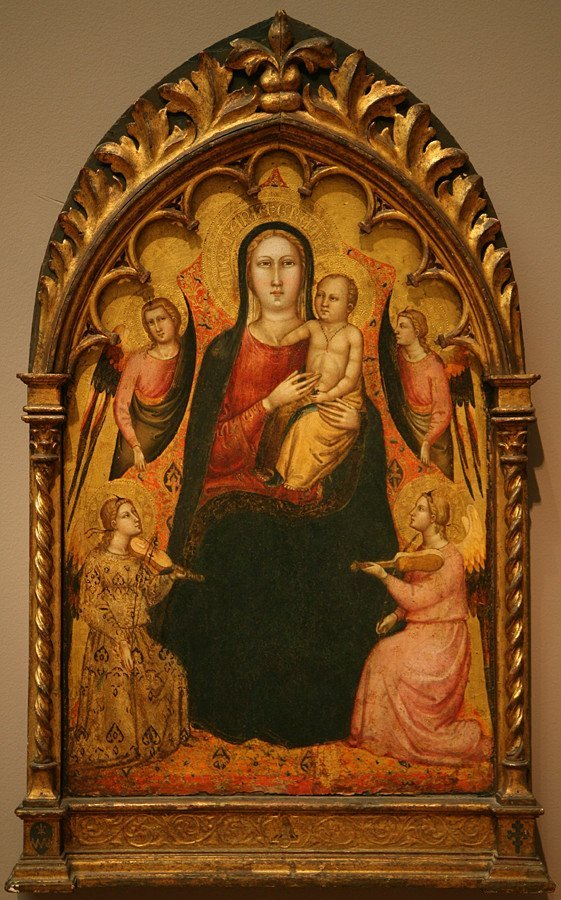
Madonna col Bambino e angeli (1405-1410), Fine Arts Museums, San Francisco

(Giorgio Vasari, Vite)
Lorenzo di Bicci (Firenze, 1350 circa – 1427) è stato un pittore italiano a cavallo tra il Tre e il Quattrocento.

## Biografia
La sua produzione si concentra tra il 1380 e il 1427, quando fu il maestro di un'importante bottega di artisti-artigiani che continuò l'attività per tre generazioni con i figli Neri di Lorenzo e Bicci di Lorenzo (quest'ultimo ereditò la bottega attorno al 1405) e suo nipote Neri di Bicci.
Formatosi secondo Vasari con Spinello Aretino, anche se la sua opera non ne raggiunge mai la forza espressiva, viene generalmente inquadrato come un tradizionale tardo seguace della linea artistica di Andrea Orcagna e Taddeo Gaddi. Fu artista prediletto di Niccolò da Uzzano, per il quale realizzò un ciclo di affreschi nella chiesa di Santa Lucia dei Magnoli e un trittico, opere oggi perdute. Per il suo mecenate progetto probabilmente anche il palazzo familiare e la sede della Sapienza, un collegio per cinquanta studenti dell'Università di Firenze.
Di lui ci restano numerose opere sparse in tutto il territorio fiorentino, anche se molti di quelli che erano ritenuti suoi capolavori sono andati perduti, come i numerosi cicli di affreschi in varie, prestigiose chiese fiorentine; occasionalmente si occupò anche di architettura, disegni per vetrate, cassoni eccetera. Nel 1386 è ricordato con Spinello e Agnolo Gaddi quale disegnatore di alcune statue per il Duomo di Firenze, forse destinate alla facciata.
Altra opera, databile al 1385-1390, è una Madonna con Bambino fra due angeli, proveniente dalla chiesa di San Bartolomeo a Palazzolo ed oggi conservata nel Museo di arte sacra di Tavarnelle Val di Pesa. Nella chiesa di San Michele a Volognano si trova una sua opera, la Madonna col Bambino. Lavorò a Firenze nella chiesa di Santa Trinita, in Orsanmichele (volte), in Santa Margherita de' Cerchi e al tabernacolo del Madonnone; a Fiesole nel convento di San Domenico, a Empoli nella chiesa di Santo Stefano, a Loro Ciuffenna, a Colle di Val d'Elsa. Sue opere si trovano nella chiesa di Sant'Ambrogio di Firenze, nel Museo della Collegiata di Sant'Andrea di Empoli (Crocifissione del 1399, e Vergine Assunta che dà la cintola a san Tommaso)
Più tarda la, 1399, proveniente dalla chiesa di Santo Stefano, cappella di sant'Elena, a Empoli e oggi conservata nel Museo della Collegiata di Sant'Andrea della stessa città. Sempre nel Museo della Collegiata, possiamo ammirare anche, anch'essa proveniente dalla chiesa di Santro Stefano (1395-1400).
Nel 1409 si iscrisse alla Compagnia di San Luca.
Vasari accennò alla sua figura nelle Vite, poi ampliò la sua biografia nell'edizione del 1568, confondendo però la sua biografia e il suo operato con quello del figlio, Bicci di Lorenzo.